# Punt

Egypten 1450 f.Kr. Punts ungefärliga plats i Eritrea, Sudan, Etiopien, Djibouti och Somalia.

Punt var ett forntida rike söder om Egypten. En vanlig teori är att området är Afrikas horn. Somalia är även det enda landet där man gjort arkeologiska fynd av puntitiska artefakter.[källa behövs] De forntida egyptierna, i synnerhet samhällseliten, ansåg sig härstamma från Punt. Skulpturerna av puntiterna som man kan se i Deir el-Bahri-komplexet liknar de forntida egyptierna själva. 

## Historik
Punt är främst känt genom fornegyptiska källor som beskriver handelsexpeditioner dit, med början under det Gamla riket under farao Sahura. Egyptierna hämtade exotiska varor från Punt, framför allt olibanum (rökelse) och myrra som användes för dess helande effekt och även som rökelse i olika ritualer. En av de mest kända expeditionerna skedde under drottning Hatshepsuts regeringstid, då även hövdingen och härskarinnan av Punt besökte Egypten. Regionen nämns även i antika grekiska källor, exempelvis städer som Opone, Mosylon, Malao och Sarapion, alla belägna i nutida Somalia. Andra källor är Herodotos omnämnande av det makrobiska riket som var känt för sina rikedomar och den anonyma skriften Periplus Maris Erythraei där staden Mosylon (moderna Bosaso) omnämns i verket som den viktigaste handelsplatsen på rödahavskusten.
Puntexpeditionerna avseglade från den egyptiska rödahavskusten söderut, och riket omfattade vad vi idag kallar Afrikas horn. Centrum var det område som vi idag kallar för den somaliska halvön vilket än idag producerar stirs mängder olibanum och myrra. 
Mängder av arkeologiska fynd av fornegyptiska föremål har gjorts i Somalia sedan 1900-talet. Den nordöstra delen av Somalia, som är den östligaste delen av Afrikas kontinent, har fått det moderna namnet Puntland.

## Galleri

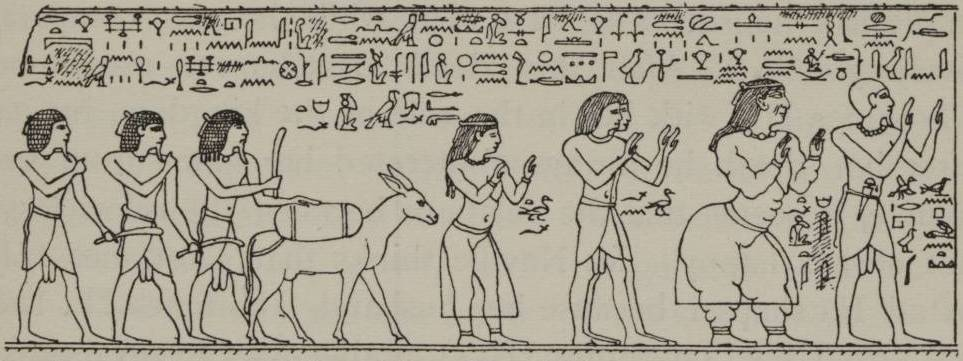
Pa-rehu, the Prince of Punt, his wife and his two sons, and a daughter.
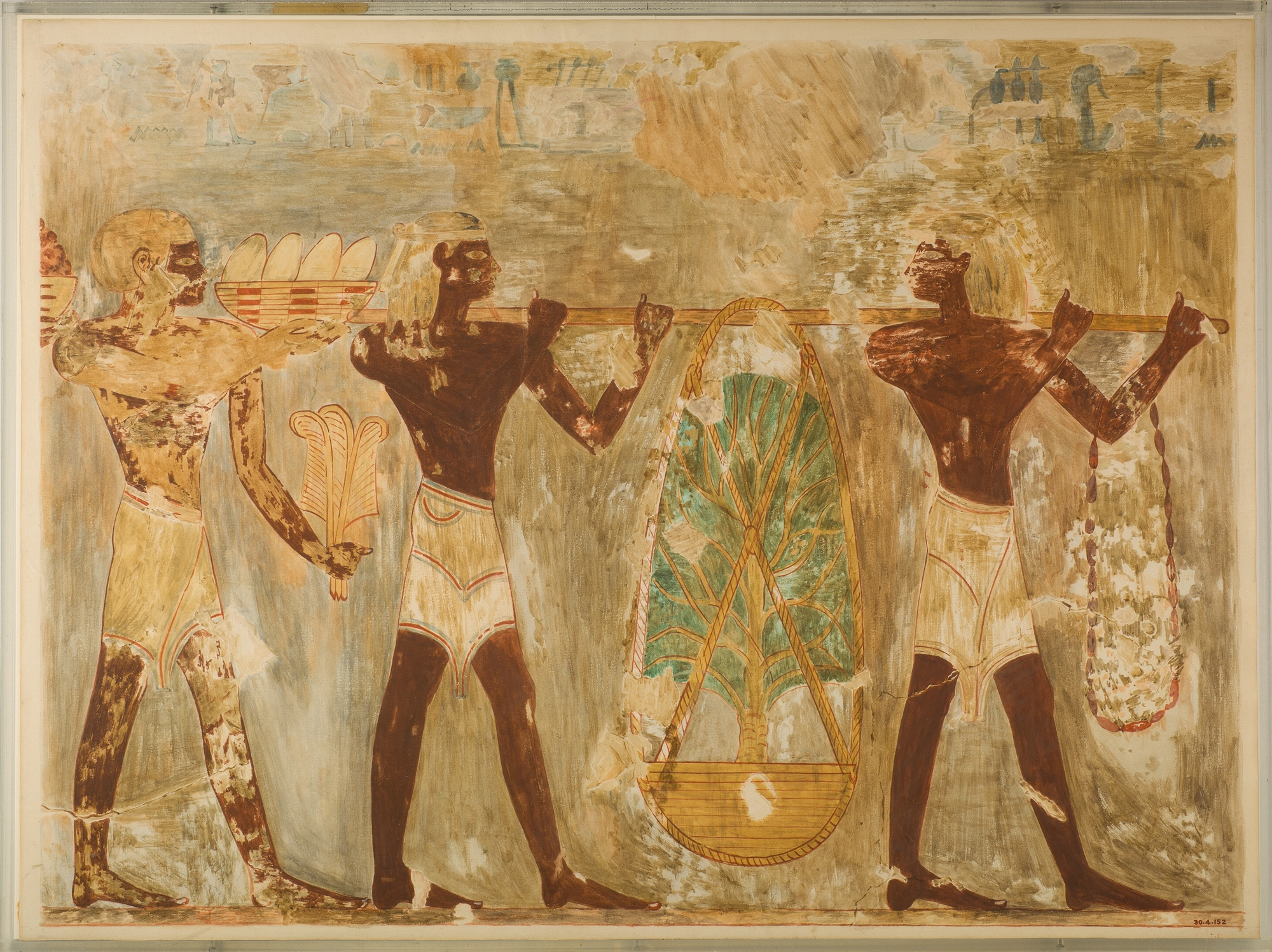
Men from Punt Carrying Gifts, Tomb of Rekhmire.